# Supermax
«Supermax» — музыкальный проект австрийского композитора Иоханна Курта Хауэнштайна (Kurt Johann Hauenstein, 1949—2011), созданный в сотрудничестве с продюсером Петером Хауке на студии «Europasounds Studio» (Франкфурт-на-Майне, ФРГ) в 1976 году. Пик популярности проекта пришелся на  1977—83 годы, активный  период студийного развития продлился до 1993 года. Следующие 17 лет основа деятельности состояла из концертных выступлений и переработок ранних изданий. В этот период дискография  пополнилась всего одним сборником, вследствие чего репертуар проекта вплоть до закрытия в 2011 году  практически не обновлялся. Малый объём достоверной информации о «Supermax» связан с длительным конфликтом Хауэнштайна с западногерманскими СМИ. Дискография проекта включает 12 студийных альбомов.

## История создания
В 1975 году «Europasounds Studio» участвовала в реализации совместного англо-немецко-австрийского проекта — рок-оперы «Victor», созданной музыкантами Мануэлем Ригони и Рихардом Шёнхерцем. Общее производство «Victor» компания «Bellafone» поручила австрийскому продюсеру Петеру Хауке, который подыскивал вокалиста для завершения заключительной четвёртой части проекта. По совету Шёнхерца, Хауке решил привлечь для этого их земляка и одного из музыкантов «Europasounds Studio», К. Хауэнштайна. Знакомство Шёнхерца с Хауэнштайном пришлось на конец 1960-х годов — время их совместного участия в записях популярных австрийских исполнителей А. Хеллера и Г. Данцера, а также сотрудничества в проекте Gipsy Love. Ещё до закрытия Gipsy Love в 1972 году Шёнхерц и Хауэнштайн переехали во Франкфурт-на-Майне, где, работая сессионными музыкантами  были замечены владельцем  «Europasounds Studio», известным в ФРГ инженером звукозаписи Фредом Шреером. Высоко оценив  профессионализм, Шреер рекомендовал Хауэнштайна и Шёнхерца продюсерам, выполнявшим проекты на его студии, и таким образом к 1975 году оба музыканта смогли попасть в ядро инструменталистов, участвовавших в создании ряда популярных проектов того времени (Boney M., Eruption, Gilla, Chilly и пр.) от продюсеров  Франка Фариана, Бернта Мёрле и др.. В тот же период к работе на студии привлекались австрийский пианист Кристиан Колоновиц, а также певец и поэт Бред Хауэлл, которым предстояло сыграть важную роль в становлении и популярности «Supermax». Идея создания проекта, по утверждениям Хауэнштейна, возникла в 1975 году, во время его участия в подготовке проекта Boney M., из которого он вывел иную, новаторскую концепцию реализации стиля диско. В силу того, что продюсеры, работавшие на «EuropaSounds Studio» на то время были заняты другими проектами, с этой идеей к Фариану и прочим он не обращался, но, участвуя в записи вокальной партии для «Victor» в Лондоне, поделился соображениями с Петером Хауке, который, оценив перспективность замысла, оказал необходимую поддержку в создании «Supermax».

### Название
В соответствии с модным рекламным ходом тех времен, свое название проект получил от одноименной композиции «S.U.P.E.R.M.A.X» из дебютного альбома «Don’t Stop the Music».

### Состав
В течение всего периода деятельности единственным неизменным участником проекта оставался только сам К. Хауэнштайн, выступив в качестве вокалиста, музыканта, аранжировщика и автора текстов к большинству композиций. Прочий инструментальный состав в проекте действовал на непостоянной основе. Изначально был представлен публике, как вокальное трио Курта Хауэнштайна с бэк-вокалистками (Теплес Рейнолдс и Синтия Аррих). В 1977 году расширен постоянной группой инструменталистов, реализовавших студийные записи, изданные до 1981 года включительно. Некоторые музыканты этого состава также участвовали в записях альбомов, изданных в период 1990-93 гг. Постоянной участницей бэк-вокальной группы после 1979 года оставалась только Виктория Майлс. В бэк-вокальной группе, исполнившей композиции альбома «World of Tomorrow», приняла участие дочь музыканта Джессика Хауэнштайн (Тейлор). На протяжении 1990-х годов и в заключительный период деятельности состав музыкантов был переменным и обновлялся чаще. Примерный порядок привлекавшихся к студийным записям в активный период существования можно показать как:
- Гитара — Райнер Марц, Ханс Вильднер, Бернхард Локкер, Йохан Дансен
- Клавишные — Рихард Шёнхерц, Кристиан Колоновиц
- Ударные — Юрген Цёллер, Курт Кресс, Хартмут Пфанмюллер, Бред Хауэлл
- Перкуссии — Петер Кох, Ларри Лондон
- Бэк-вокал — Виктория Майлс, Теплес Рейнолдс, Синтия Аррих, Марион Вельзер, Надин Хэлловей

Прочие музыканты и исполнители участвовали только в концертных выступлениях, незначительная их часть также привлекалась к студийным записям некоторых альбомов, поэтому в целом общая численность сделавших вклад в развитие и продвижение проекта на протяжении всей его деятельности, составила около ста человек.

### Стиль исполнения
Исключая реггейные композиции, конкретная стилевая направленность в дискографии «Supermax» отсутствует, уступая место оригинальному комбинированию широкого спектра стилей диско, рок, фанк, джаз и фьюжн. Главной отличительной особенностью стала ярко выраженная индивидуальность манеры исполнения, создавшей в комбинации с необычно узнаваемым тембром Хауэнштейна, некий особый стиль, часто характеризуемый СМИ как «стиль Supermax». Однако подобная оценка в основном касалась большинства ранних композиций, структура которых состояла из моноритмической басовой основы с резкими вклиниваниями оригинального полифонического тембра синтезатора MiniMoog и сложным перкуссионным сопровождением. К концу 1980-х годов MiniMoog постепенно исключался из композиций, что приблизило звучание к традиционным стилям, в которых основное преимущество отдавалось танцевальным. Большинство бэк-вокальных партий проекта исполнены в стиле госпел.

### Тексты
Абсолютное большинство текстов принадлежит перу К. Хауэнштайна; тексты в целом представлены широкой смысловой тематикой и не содержат глубокой философии или символизма. В пик популярности проекта преобладали темы политического протеста, социальной несправедливости, мирного сосуществования народов, охраны природы. В результате бойкота творчества «Supermax» со стороны СМИ на рубеже 1970—1980-х годов работы Хауэнштайна умышленно подвергались преувеличенным нападкам за популяризацию употребления наркотиков, праздного образа жизни, сексуальной распущенности и т. п. В дальнейшем творчестве Хауэнштайн постепенно отошел от радикального акцентирования текстов в подобных плоскостях, отдавая предпочтение лирическим, развлекательным и изредка социальным контекстам. Авторами текстов некоторых популярных композиций также стали Бред Хауэлл, Рихард Шёнхерц и Дорин Хауэнштайн.

### Деятельность
Проект открылся в январе 1977 года дебютным альбомом «Don’t Stop the Music», записанным в июне-октябре 1976 года. Ярких композиций альбом не содержал, преследуя цель предварительной оценки аудитории, что тем не менее не помешало в частности хиту «I Am What I Am», долгие годы оставаться востребованным на концертных выступлениях. Однако хит альбома «Watch Out South Africa» отразивший отношение музыканта к апартеиду и шовинизму, положил начало конфликта Хаунштайна с ведущими СМИ ФРГ. Несмотря на возникшую проблему, в целом «Don’t Stop the Music» получил достаточно положительных рецензий, тем самым дав старт реализации основных идей, однако  слабые продажи  привели к необходимости сформировать для проекта постоянный  инструментальный состав, в который вошли гитаристы Райнер Марц, Ханс Окс, Кен Тейлор, барабанщик Юрген Цоллер, перкуссионист Петер Кох, клавишники Рихард Щёнхерц и Лотар Крелль (на концертные выступления). В результате принятых мер следующий альбом проекта, World of Today, изданный в 1977 году, стремительно поднимается до второй позиции в немецких чартах и занимает ведущие места в европейских. Основную популярность этой работе принес суперхит «Lovemachine».
В 1979 году издается альбом «Fly with Me» с самым популярным суперхитом проекта, «İt Ain’t Easy» (автор Р. Шёнхерц). В этот же период начинается и наиболее активная фаза конфликта Хауэнштайна с немецкими СМИ, в который замешивается также и его семейная жизнь. Последствия выливаются в более чем десятилетнюю череду финансовых неудач, проявившихся после выхода, по оценкам, наилучшего за всю деятельность проекта, альбома «Types of Skin», посвящённого полицейской расправе с чернокожим населением резервации Соуэто. Официально вышел в свет 3 октября 1980 года, при этом все композиции альбома через непродолжительное время стали фактическими хитами. Дорогостоящая реализация «Types of Skin» закончилась провалом продаж, что стало своеобразной отместкой СМИ, бойкотировавших его раскрутку. Под давлением недовольного результатами руководства компании WEA продюсер Петер Хауке попытался направить дальнейшую работу в коммерчески востребованное русло, однако Хауэнштайн идти на поводу конъюнктуры отказался. Как следствие, следующий альбом «Meets the Almighty» изданный в 1981 году, на фоне великолепно реализованного «Types of Skin», ожиданий аудитории не оправдал. Немалую роль в холодном приеме сыграло ощутимо заниженное в сравнении с прошлым альбомом техническое качество релиза. В результате, «Meets the Almighty» существенной компенсации финансовым потерям не принес и по итогу «WEA» отказалось от участия в дальнейшем продвижении «Supermax», а Хауке на почве возникших разногласий передал права управления проектом Хауэнштайну. Опасаясь проблем с расистскими организациями, Хауэнштайн перевел большинство выступлений «Supermax» на уровень клубных и провел длительный гастрольный тур в странах социалистического лагеря.
Поскольку с 1981 года сотрудничество с WEA было прекращено, для записи очередного альбома «Electricity» Хауэнштайн заключил в 1983 году новый контракт с компанией «Ariola Music», пригласив в проект бэк-вокалистов Ларри Лондона, а также сестер Марион и Ингрид Вельзер. Кроме того, на последовавший десятилетний период основными участниками проекта стали барабанщик Курт Кресс, гитарист Бернхард Локкер, бэк-вокалисты Синтия Саррага и Надин Хелоуэй. Несмотря на блестящие отзывы, Хауэнштайн терпит неудачу c продажами «Electricity», и в поисках средств для поддержания «Supermax» в следующий, 1984 год, прибегает к созданию стороннего проекта «London Aircraaft» с вокалистом Ларри Лондоном. Удачный дебют «London Aircraaft» с альбомом «Rockets» снова не приносит удовлетворительного коммерческого результата, после чего Хауэнштайн переключается на продюсирование работ близкого друга и земляка Фалько и при его финансовой поддержке получает возможность записать на австрийской студии GiG Records очередной альбом. В качестве дружеской помощи продюсирование данной работы взял на себя бывший коллега Хауэнштайна по EuropaSound Studio Кристиан Колоновиц. Таким образом, в 1986 году издается альбом «Something in My Heart», cуперхитом которого стала композиция «Scream of Butterfly», посвященная идеям пацифизма. Получив сравнительное финансовое облегчение, Хауэнштайн приступает к созданию следующего сборника, однако при его реализации пытается избавиться от чрезмерных затрат организацией собственной звукозаписывающей студии HAGA, что становится серьезным просчетом. Помимо того, что материал, собранный в новом альбоме «Just Before Nightmare», оказался недостаточно выразительным, Хауэнштайну не хватило средств на его продвижение и большой тираж. В результате работа осталась практически не замеченной европейской публикой, и даже широкой аудитории за железным занавесом долгое время было неизвестно о её существовании. Финансовые проблемы того периода также не позволили вернуться к продвижению «London Aircraaft», из-за чего, «простояв» около трех лет, проект получил всего один бонус-трек «Bulevard» и в 1987 году окончательно закрылся. В затруднительном положении на помощь Хауэнштайну вновь пришел Петер Хауке, который привлек для очередных записей некоторых инструменталистов «первого созыва» и таким образом в период 1990-1992 годов были изданы альбомы «World of Tomorrow» и «Tha Max Is Gonna Kiсk Ya». Высокие оценки и отзывы на обе работы не разубедили Хауке в том, что былых рейтингов достичь уже не удастся, вследствие чего продюсер окончательно прекратил сотрудничество с «Supermax» и до ухода из жизни в 2010 году к работе над ним больше не возвращался.
В 1993 году Хауэнштайн с компанией друзей молодости (в их числе Карл Ратцер (Gipsy Love), Рихард Шёнхерц и др.) записывает альбом «One and All», полностью собранный из композиций в стиле реггей. Эта работа также не получила значимого успеха, однако, по утверждениям Хауэнштайна, цель популяризации не ставилась, поскольку сборник замышлялся в качестве личного подарка от его друзей и бывших коллег. С выходом «One and All» активная фаза деятельности завершилась и далее проект  продвигался за счет интенсивной концертной деятельности, переизданий кавер-сборников и юбилейной компиляции, посвященной двадцатилетию создания проекта, в составе которых появилось несколько новых композиций («Wonderchild», «Miss You» и др.).
Летом 1997 года Хауэнштайн открыл в г. Баку мировое гастрольное турне, посвященное юбилею проекта. Закончив турне через год выступлениями в Австрии, музыкант по предложению Явора Русинова переехал в Болгарию, где принимал участие в совместном проекте YAKU и несколько лет сотрудничал с ведущими болгарскими поп-музыкантами. По этой причине к записи нового альбома Хауэнштайн вернулся после длительного перерыва, в 2001 году, представив публике сборник «Terminal 2002», отразивший итог пройденного проектом творческого пути. Несмотря на отсутствие заявлений о намерениях закрыть "Supermax", данный альбом по стечению дальнейших обстоятельств стал заключительной работой дискографии. После отмены в 2004 году властями Австрии запрета на жительство музыкант окончательно обосновался в Вене, где в течение следующих лет занимался переизданиями своего творческого наследия и в период 2006-2009 гг. выпустил большую коллекцию переизданий с целью  популяризации «Supermax» на родине. Эти шаги широкого интереса у австрийской публики не вызвали, показав тем самым важность кардинального обновления репертуара. По утверждениям в СМИ последнего менеджера проекта Г. Грубера, Хауэнштайн замышлял возобновить с этой целью студийную работу над новым альбомом в 2011 году, однако 21 марта 2011 года планы сорвал внезапный уход музыканта из жизни от сердечного приступа, и деятельность проекта «Supermax» на этом окончательно завершилась.

## Влияние
Ключевые лица европейского шоу-бизнеса не усмотрели в «Supermax» далёкую перспективу на заре его появления, отдавая предпочтение коммерчески востребованным мегапроектам типа «Boney M.», «Eruption», «Chilly» и пр., однако в то время, как все они просуществовали не далее середины 1980-х годов, «Supermax» продолжал оставаться на сцене около 35 лет, не утеряв при этом своей актуальности и аудитории. Идеи, предложенные К. Хауэнштайном в далёких 1970-х годах, по его же словам, музыкальными бизнесом всерьёз не воспринимались, расцениваясь как кратковременное модное новшество, но именно они спустя десятилетия стали своеобразной затравкой для формирования современных дискотечных стилей. Материал, представленный проектом более чем за 30 лет деятельности, внёс неоценимый вклад в развитие современной музыкальной культуры, продемонстрировав количеством оставленных хитов высочайший уровень профессионализма и исполнительского мастерства, позволивших  занять «Supermax» достойное место в списке грандов мировой сцены.

## Дискография

### Студийные альбомы
| Альбом                                              | Год издания | Изд.компания                | Продюсер             | Формат |
| Don’t Stop the Music (Не прекращайте музыку)        | 1977        | WEA Group                   | Peter Hauke          | LP     |
| World of Today (Мир сегодня)                        | 1977        | WEA Group                   | Peter Hauke          | LP     |
| Fly with Me (Полетай со мной)                       | 1979        | WEA Group                   | Peter Hauke          | LP     |
| Types of Skin (Типы кожи)                           | 1980        | WEA Group                   | Peter Hauke          | LP     |
| Meets the Almighty (Значится всемогущим)            | 1981        | WEA Group                   | Peter Hauke          | LP     |
| Electricity (Электричество)                         | 1983        | Ariola Music                | Kurt Hauenstein      | LP     |
| Something in My Heart (Нечто в моей душе)           | 1986        | GiG Records                 | Khristian Kolonovits | LP, CD |
| Just Before the Nightmare (За мгновение до кошмара) | 1988        | HAGA                        | Kurt Hauenstein      | LP     |
| World of Tomorrow (Грядущий мир)                    | 1990        | Hansa                       | Peter Hauke          | LP, CD |
| Tha Max Is Gonna Kick Ya (Не намерен сдаваться)     | 1992        | Deutsche Shalplatten Berlin | Peter Hauke          | CD     |
| One and All (Одно и всё)                            | 1993        | Koch International          | Kurt Hauenstein      | CD     |
| Terminal 2002                                       | 2001        | Point Music                 | Kurt Hauenstein      | CD     |

Примечания:
- В 1993 году компания «BMG Ariola» переиздала в формате CD все студийные альбомы проекта выпущенные на грампластинках.
- В CD издание "World of Tomorrow" были включены дополнительные композиции "Interplanetary Day","Fly" и "Just Jungle and Beat", выпущенные ранее в 12' формате.
- По начальному замыслу К.Хауенштайна, композиция "Number One In My Heart" должна была выйти на альбоме "Electrisity". Из-за  технических требований к качеству воспроизведения, уместить весь материал альбома в формате LP издательской компании не удалось. По этой причине "Number One In My Heart" была вынужденно исключена из "Electrisity" и издана синглом в 1985 г.

### Популярные сборники и юбилейные издания
- 1984: "Live" - Volume One (концертные версии популярных хитов 1977-1979)
- 1993: Supermax - The Best Of - "Dance Dance Dance"
- 1994: The Reggae Album (Castle)
- 1995: 3 Club-CDs: "Spirits Of Love" Vol.1, "Living In A World" Vol.2, "Magnetic Rhythm" Vol.3
- 1997: Supermax - The Best (20th Anniversary 1997)
- 2002: Supermax - 25 Years Of Magic Dance Music (1977-2002)
- 2006: Remaxed Vol.1
- 2007: Remaxed Vol.2
- 2008: Remaxed Vol.3
- 2008: Supermax - Best Of (30th Anniversary Edition)
- 2009: The Box Set (33rd Anniversary Special)

### Известные сторонние проекты и работы К. Хауэнштайна
- 1979: проект Bamboo
- 1982: саундтрек к документальному фильму "Planet Called Earth"
- 1984: проект London Aircraaft (Rockets)

### Некоторые совместные работы и переиздания с участием К. Хауэнштайна
- 1971: Gipsy Love - Gipsy Love
- 1975: Victor - A Symphonic Poem
- 1977: Julie Parsons - Piano Lady
- 1982: Glenn - Glenn
- 1998: Total Immigration (Yaku)
- 2005: The World Behind You (Two Sense Music) (Yaku United Ethno)
- 2009: Земляне & Supermax / Сергей Скачков & Kurt Hauenstein
- 2012: The Message (Yaku & Supermax)